# ماري بورميستر
ماري هيلدا روث بورميستر (7 سبتمبر 1934 - 2 مارس 2023) فنانة ألمانية عملت في مجال النحت والرسم والتركيب والأداء الموسيقى. متأثرة بفناني فلوكسس و الواقعية الجديدة في الفن. تتناول أعمالها القضايا الباطنية المتعلقة بكيفية نقل المعلومات من خلال المجتمع. قالت عن ممارستها: "لقد اتبعت دافعًا داخليًا فقط للتعبير عما لم يكن موجودًا بعد في الواقع أو الفكر". "إن صناعة الفن كان اكتشافًا عملية بحث أكثر منه معرفة." ابتداءً من السبعينيات ركزت عملها على الموضوعات المحيطة بروحانية العصر الجديد وتحديداً الرمل و التفسير الإلهي للخطوط على الأرض.

## سيرة شخصية

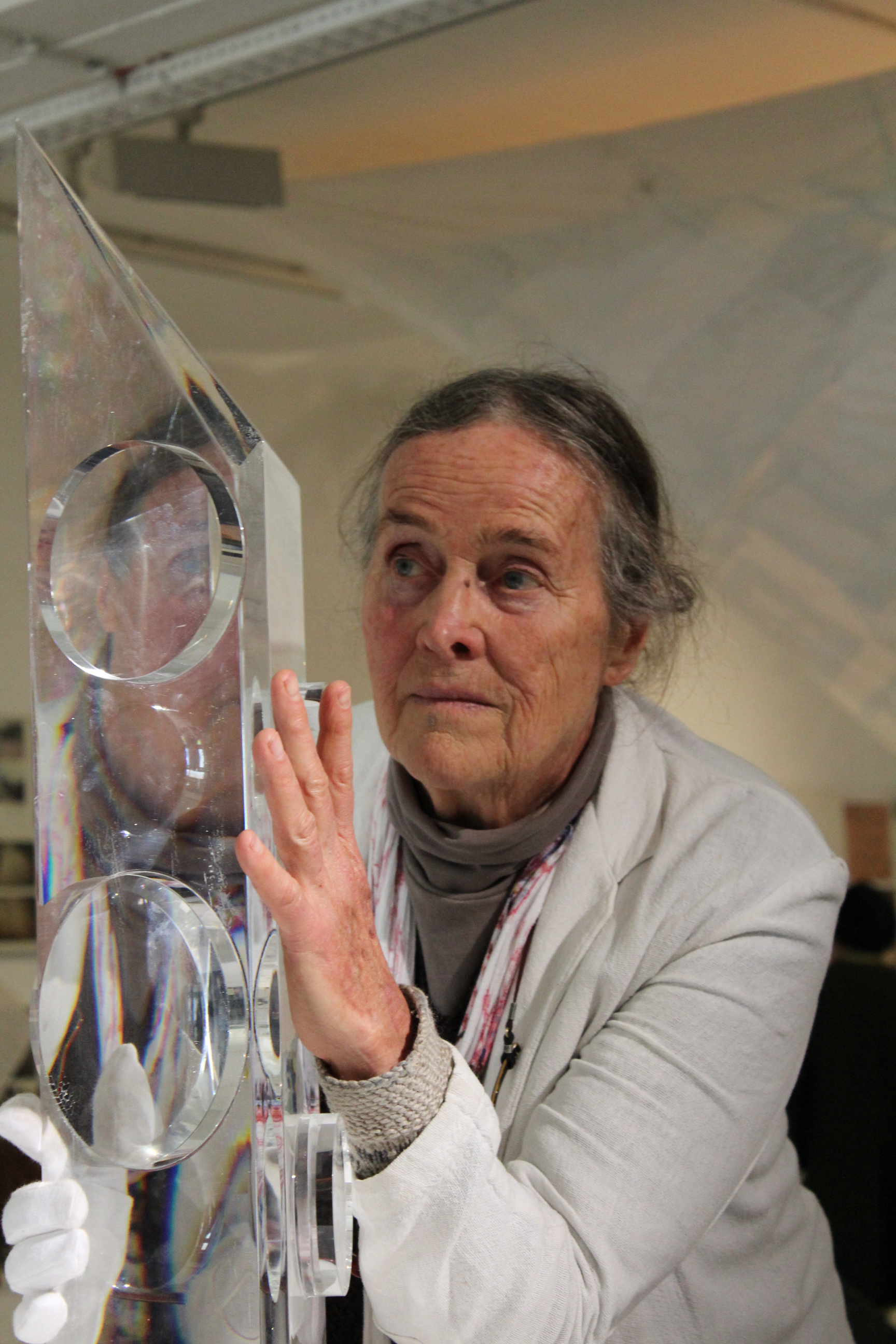
Bauermeister في عام 2012

### بدايات الحياة والبدايات الفنية
ولدت ماري بورميستر في فرانكفورت أم ماين والدها هو لوولف بورميستر أستاذ علم الوراثة والأنثروبولوجيا ولورا بورميستر مغنية المانية. بعد طلاق والديها عاشت مع والدها.